# 滝善充
滝 善充（たき よしみつ、1983年〈昭和58年〉5月9日 - ）は、日本のミュージシャン、音楽プロデューサー。ロックバンド・9mm Parabellum Bullet・jamming O.P.でリードギターを、キツネツキでドラムを担当するほか、他アーティストのプロデュース活動も行っている。
以下、9mm Parabellum Bulletについては特記のない限り「9mm」と略称する。

## 人物
- 9mm及びキツネツキでは大半の楽曲の作曲を担当。他の9mmメンバーと違い、作詞にはほとんど関わらない。
- 速弾きやライトハンド奏法等を駆使して多彩な音色を作り出す姿から、メンバーやファンの間で「ギターの妖精」とあだ名されている。また、髭を伸ばしていた時期もあり、その時は「ギターの仙人」と呼ばれていた。
- ライブパフォーマンスがかなり激しい事でも知られているが、「メーカーやクラフトマンの方が丹精込めて作り上げた機材を粗末にするのは、その人達に対しリスペクトが足りないという事」という持論があるため、楽器が壊れるほどのパフォーマンスは行わない。但し、滝の激しい演奏により多少の傷がついてしまっているギターも多い。
- 趣味としてエフェクターの自作を挙げており、スーパーファミコン型エフェクター「SUPER CHAOS」を始めとした多数の自作エフェクターをライブでも使用している。
  - 「内蔵する精密部品さえ揃っていれば筐体は何でも良い」とのことで、中には石鹸箱（英語版）を筐体に使用したエフェクターなどもある。雑誌『GiGS』で「面白い筐体を使ってエフェクターを製作する」という企画があり、その時は黄金のキョロちゃん缶を筐体にオートワウを作成した。
  - 2019年には、菅原卓郎への誕生日プレゼントとしてブースターを制作しており、後に「DEEP BLUE Booster」として数量限定で販売されている。
- 酒好きで特にビールといいちこを好む。いいちこ好きが縁となり、三和酒類の協力のもとでコラボ前掛けを制作したこともある。
- 実家は農家であり、田植え・稲刈りの時期には帰省して家業を手伝う。また、物販のグッズとして「滝家の米」が数量限定で販売されたこともある。
- 2歳～中学2年までエレクトーンを習っていたほか、高校時代に組んでいたバンドではドラムを担当していた。現在でもキツネツキでドラムを担当しているほか、9mmのアコースティックライブでキーボードを弾くことがある。
- 2016年11月より腕の不調のためライブ活動を休止。9mmはしばらくの間サポートギタリストを迎えて活動した。2018年より徐々にライブ活動へ復帰したが、サポートギタリストについてはそのまま据え置き、現在の9mmのライブはトリプルギター編成で行われていることもある。
- また、キツネツキは滝の腕の不調に伴い「リハビリがてら、のんびりやれる音楽活動を」という経緯で結成されたバンドである。

## 使用機材

### ギター
- EDWARDS Platinum Edition Karmaster（See Through Black）
現在のメインギター。形状はジャズマスタータイプ。腕への負担の軽減のため極限まで軽量化・薄型化が図られておりボディ全体の厚さは17mmしかなく、ピックアップやボリュームノブ、シールドジャックは木材をラミネートして嵩増しした中央部に搭載されている。
ネックは自身のかつてのメインギターであるSUFFER（下記参照）のネックを流用している。ピックアップはセイモア・ダンカン製の「SH-6」というハムバッカーを2基搭載。
滝曰く「とにかく軽さを追求した」とのことで、名称も「軽さ」と「カルマ」のダブルミーニングとなっている。[1]
- EDWARDS Ultratone SE Proto Type
現在のドロップDチューニング用メインギター。こちらもSUFFER（下記参照）のネックを流用している。
- ESP SUFFER（家具Natural / Black）
2019年頃までのメインギター。各配色に指板違いで複数本所有しておりレギュラーチューニング、ドロップDチューニングのどちらでも使用された。
下記のSNAPPER-S/ASをベースとしており見た目はラージヘッドのSNAPPERに近いが、演奏性よりも耐久性を重視しており、滝の激しいライブパフォーマンスにも耐えられるよう外装から内部構造まで全面的に強化されている。
ピックアップは典型的なSSH型構成だが、ネック側のシングルコイルはダミーである。ハムバッカーにはDiMarzio製の「ToneZone」を採用している。
- ESP SNAPPER CUSTOM（See Through Black）
SUFFER使用以前のメインギター。ライブでは2009年9月9日の日本武道館公演まで使用していたが、『Revolutionary』のバンドスコアで「非常にいい音になっているのでこれからはレコーディングのみに使う」との言及があり、現在はライブ機材からは引退しており、レコーディングにおいてはベーシックパートの収録によく使用されている。
- ESP SNAPPER-S/AS（Bunner / Blond）
結成初期にESPとエンドース契約して、上記のSNAPPER CUSTOMの登場まで使用。リアピックアップをハムバッカーに交換し、Flexible Blendeを取り外して直結している。
- ESP Truckster（James Hetfield Signature Model）
- ESP ULTRATONE（White）
Trucksterは菅原からの、ULTRATONEはヌンチャクのギタリスト・溝口和紀からの借り物。
いずれもライブで一部楽曲を演奏する際、ネックスケールがスーパーロングスケールであるため「SUFFERよりももっとパワーのあるサウンドが欲しい時のために」という前提で使用されている。
本ギターは現行モデルではなく、初期モデルのものとなっている。滝自身は初期モデルのほうが好みとのこと。
- ESP Max Cavalera AX
レコーディングでのみ使用。ライブでは使用されていない。
- ESP POTBELLY（Tiger Eye Sunburst）
「Living Dying Message」のPVで使用。同PVは砂上での撮影となったため、ESPから楽器やアンプをレンタルしていた。
- Gibson J-45
アコースティックライブで使用。

### アンプ
- Mesa／Boogie Dual Rectifier Solo Head
- Mesa／Boogie Triple Rectifier
- Mesa／Boogie F-100
- YAMAHA F50-112
- Marshall JVM

## 参加楽曲
| 発売日                    | アーティスト・タイトル                                    | 楽曲名                                           | 参加パート                           |
| ------------------------- | --------------------------------------------------------- | ------------------------------------------------ | ------------------------------------ |
| 2011年03月16日            | 栗山千明 『CIRCUS』                                       | 「ルーレットでくちづけを」                       | 作曲・ギター                         |
| 2012年06月06日            | mudy on the 昨晩 『Zyacalanda』                           | 全曲 （mudy on the 昨晩#ディスコグラフィー参照） | プロデュース・正式"期間限定"メンバー |
| 2013年04月24日            | 栗山千明 『とよす☆ルシフェリン』                          | 「とよす☆ルシフェリン」                          | 作曲・編曲・演奏・プロデュース       |
| 2013年04月24日            | 栗山千明 『とよす☆ルシフェリン』                          | 「ほどけない、僕等は絶対。」                     | 作曲・編曲・演奏・プロデュース       |
| 2013年10月30日            | IA x SUPER GT 『CiRCUiT BEATS SUPER GT 20th ANNIVERSARY』 | 「セツナドライブ」                               | 作曲・編曲・ギター                   |
| 2014年09月03日            | livetune 『千の翼』                                       | 「千の翼」                                       | ギター                               |
| 2014年11月22日 （公開日） | 映画『日々ロック』への楽曲提供                            | 「スーパースター」                               | 作曲                                 |
| 2016年01月27日            | Q-MHz 『Q-MHz』                                           | 「LiVE DiVE MHz!!」                              | 共編曲・ギター                       |
| 2021年05月19日            | fox capture plan 『NEBULA』                               | 「Meteor Stream」                                | ギター                               |
| 2021年9月1日              | DIALOGUE＋『DIALOGUE＋1』                                 | 「Sincere Grace」                                | ギター                               |

## 所属バンド
- jamming O.P.
  - 9mm結成後もバンドを掛け持ちしていたが、メジャーデビューのタイミングに合わせ一旦解散。解散中もライブを行ってはいたが、2009年に自身も含めた形で再結成。年2～3本というマイペースな活動を行っていた。
- 9mm Parabellum Bullet
- HELLEC
- キツネツキ
- ZiNG
  - 滝善充、凛として時雨のピエール中野、MY FIRST STORYのNob、作曲家のANCHORによるサウンドクリエイターユニット。
- mudy on the 昨晩
  - アルバム「Zyacalanda」の発売日2012年6月6日からリリースツアーファイナルの6月17日までの間、正式"期間限定"メンバーとしてライブ活動に参加。同年夏のROCK IN JAPAN FESTIVALでもライブを行った。